# Palthis angulalis
Palthis angulalis är en fjärilsart som beskrevs av Jacob Hübner 1796. Palthis angulalis ingår i släktet Palthis och familjen nattflyn. Inga underarter finns listade i Catalogue of Life.

## Bildgalleri

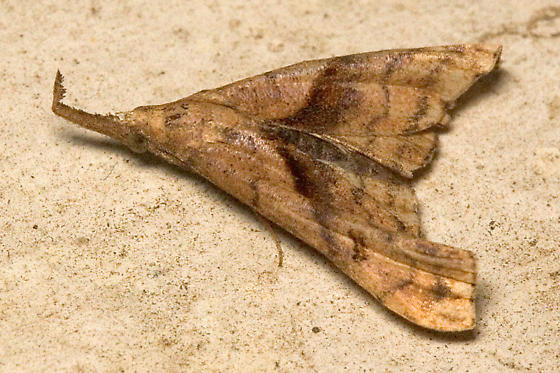
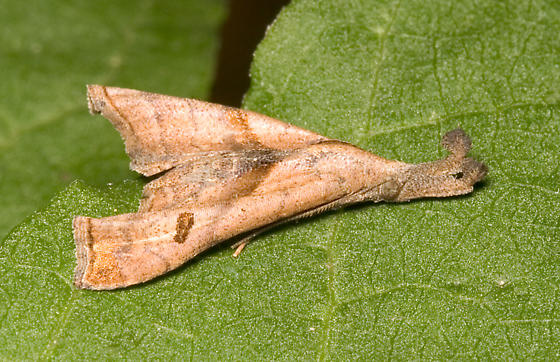
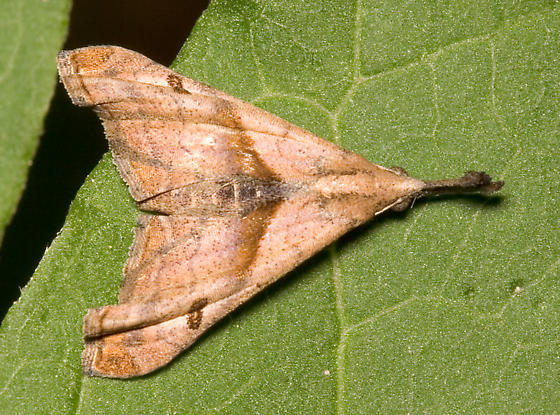